# Merk (munt)
Een merk (Engels: hallmark, Frans: poinçon de garantie) op een munt is in de numismatiek een instempeling die dient als waarborg voor het goudgehalte (goudmerk) of het zilvergehalte (zilvermerk). Komt voor op penningen. Verwante begrippen zijn waarborg, meesterteken en jaarletter.